# IJsland op het Eurovisiesongfestival 2015

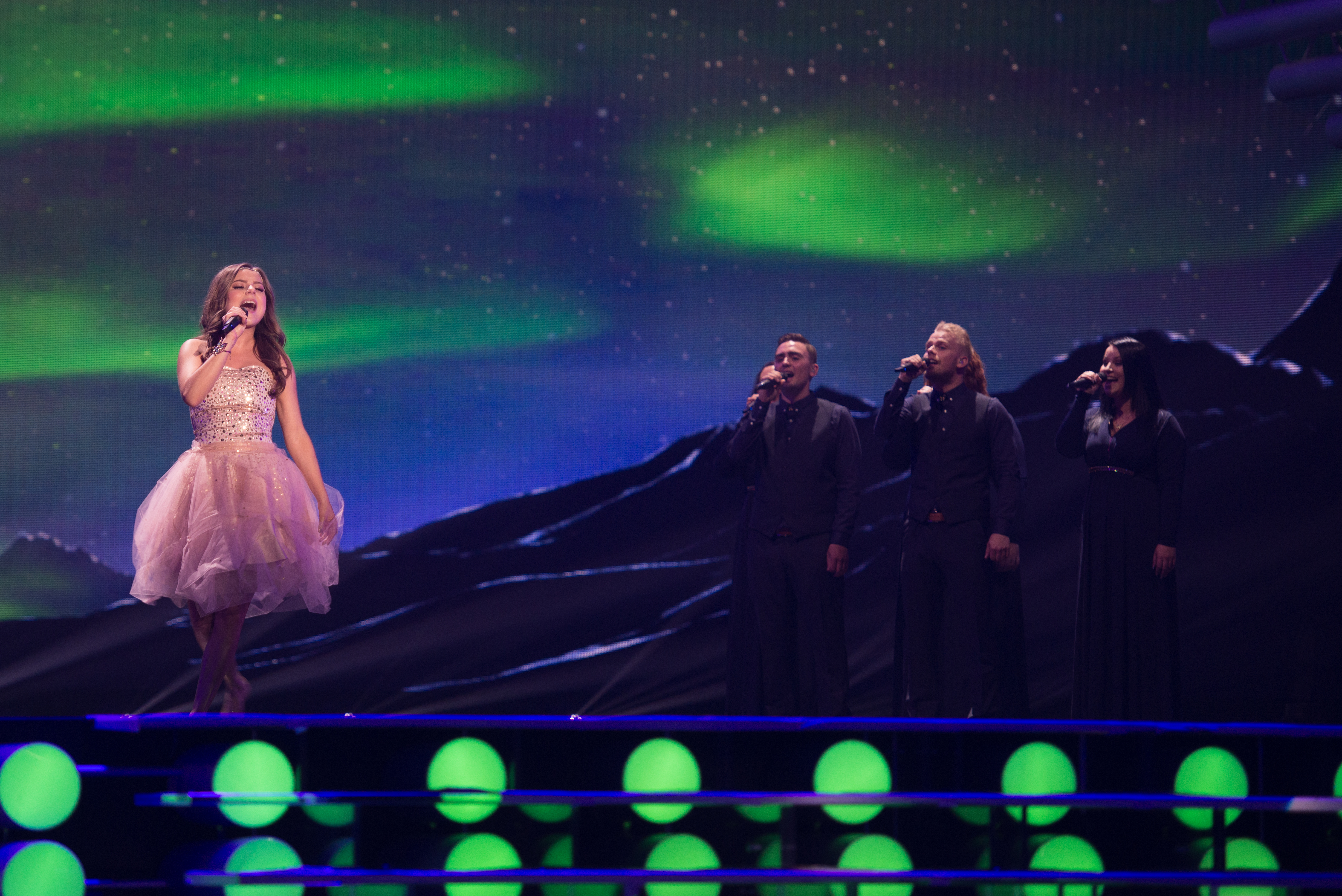
Wenen 2015

IJsland nam deel aan het Eurovisiesongfestival 2015 in Wenen, Oostenrijk. Het was de 28ste deelname van het land op het Eurovisiesongfestival. RUV was verantwoordelijk voor de IJslandse bijdrage voor de editie van 2015.

## Selectieprocedure
Op 21 mei 2014, amper elf dagen na afloop van het Eurovisiesongfestival 2014, maakte de IJslandse openbare omroep bekend ook te zullen deelnemen aan het Eurovisiesongfestival van 2015. Söngvakeppnin zou opnieuw dienstdoen als nationale voorronde. RUV gaf componisten en tekstschrijvers van 26 september tot 27 oktober de tijd om inzendingen naar de omroep te sturen. Enkel inwoners van IJsland mochten deelnemen, maar deze mochten wel samenwerken met buitenlanders. Elke componist mocht maximaal met twee nummers deelnemen aan de preselectie, voor tekstschrijvers was er geen limiet. Er werden in totaal 258 inzendingen ontvangen, 39 minder dan het voorgaande jaar.
Aanvankelijk had de IJslandse openbare omroep een nieuwe regel ingesteld die bepaalde dat de helft van deelnemende nummers door vrouwen gecomponeerd moesten worden. Hier kwam echter kritiek op van Paul Oscar (IJsland 1997) en Friðrik Ómar (IJsland 2008), waarna RUV de regel opnieuw introk.
Er streden twaalf acts voor het IJslandse ticket naar Wenen, oftewel twee meer dan in 2014. Er werden twee halve finales georganiseerd, waarin telkens zes artiesten het tegen elkaar opnamen. De televoters mochten telkens autonoom beslissen welke de drie artiesten waren die door mochten naar de finale. Na afloop van de twee halve finales deelde een vakjury nog één wildcard uit. In de grote finale traden aldus zeven artiesten aan. Zowel vakjury als publiek bepaalden eerst wie de twee superfinalisten waren. In die superfinale kregen de televoters uiteindelijk het laatste woord om de IJslandse kandidaat voor Wenen te kiezen. Elk nummer moest in de halve finale verplicht in het IJslands vertolkt worden. In de finale moesten de artiesten hun nummer zingen in de taal waarmee ze eventueel naar Wenen wilden.
De shows werden allen uitgezonden vanuit Háskólabíó, een theater in hoofdstad Reykjavik. De namen van de twaalf deelnemers aan de IJslandse preselectie werden op 8 januari 2015 vrijgegeven. Söngvakeppnin werd net als in 2014 gepresenteerd door Ragnhildur Steinunn Jónsdóttir en Guðrún Dís Emilsdóttir, aangevuld met Salka Sól Eyfeld. María Ólafsdóttir wist de show uiteindelijk te winnen.

## Uitslagen

### Eerste halve finale
31 januari 2015
| Volgorde | Artiest                 | Lied                  |
| -------- | ----------------------- | --------------------- |
| 1        | Stefanía Svavarsdóttir  | Augnablik             |
| 2        | Elín Sif Halldórsdóttir | Í kvöld               |
| 3        | Friðrik Dór             | Í síðasta skipti      |
| 4        | Erna Hrönn Ólafsdóttir  | Myrkrið hljótt        |
| 5        | Björn og félagar        | Piltur og stúlka      |
| 6        | Hinemoa                 | Þú leitar líka að mér |

### Tweede halve finale
7 februari 2015
| Volgorde | Artiest                | Lied              |
| -------- | ---------------------- | ----------------- |
| 1        | Regína Ósk             | Aldrei of seint   |
| 2        | Bjarni Lárus Hall      | Brotið gler       |
| 3        | Sunday                 | Fjaðrir           |
| 4        | Cadem                  | Fyrir alla        |
| 5        | María Ólafsdóttir      | Lítil skref       |
| 6        | Haukur Heiðar Hauksson | Milljón augnablik |

### Finale
14 februari 2015
| Volgorde | Artiest                 | Lied              |
| -------- | ----------------------- | ----------------- |
| 1        | Cadem                   | Fly               |
| 2        | Sunday                  | Feathers          |
| 3        | Björn og félagar        | Piltur og stúlka  |
| 4        | María Ólafsdóttir       | Unbroken          |
| 5        | Elín Sif Halldórsdóttir | Dance slow        |
| 6        | Friðrik Dór             | Once again        |
| 7        | Haukur Heiðar Hauksson  | Milljón augnablik |

Superfinale
| Plaats | Artiest           | Lied       |
| ------ | ----------------- | ---------- |
| 1      | María Ólafsdóttir | Unbroken   |
| 2      | Friðrik Dór       | Once again |

## In Wenen
IJsland trad in Wenen aan in de tweede halve finale op donderdag 21 mei. María Ólafsdóttir trad als twaalfde van de zeventien landen op, na Elnur Hüseynov uit Azerbeidzjan en voor Måns Zelmerlöw uit Zweden. IJsland eindigde als vijftiende met 14 punten, waarmee het voor het eerst in acht jaar uitgeschakeld werd in de halve finale.